# Pétrel diablotin
Pterodroma hasitata
Espèce
Statut de conservation UICN

 EN B2ab(ii,iii,v) : En danger
Le Pétrel diablotin (Pterodroma hasitata), aussi appelé Diablotin errant, est une espèce d'oiseau de mer de la famille des Procellariidae, vivant dans la partie ouest de l'Atlantique.

## Aspect extérieur
Cet oiseau est long de 35 à 46 cm et a une envergure de 89 à 102 cm.

## Comportement

### Locomotion
Le vol du Pétrel diablotin est caractéristique : par vent modéré, il exécute des séries de montées et descentes au cours de son vol : après une montée effectuée à l'aide de quelques coups d'ailes rapides, il se laisse redescendre, les ailes raides et coudées ; par vent fort, il a plutôt tendance à planer et monte souvent à haute altitude.

### Alimentation
Cette espèce est plus active le soir et de nuit. Elle se nourrit de poissons, d'invertébrés marins (notamment ceux associés aux bancs d'algues du genre Sargassum) et de céphalopodes.

### Reproduction
Ce pétrel niche en colonie à partir du mois de décembre. Le nid est installé dans des zones abritées (terriers, crevasses) placées sur l'abrupt d’une falaise. Il n'est pas rare de trouver ces nids en altitude, généralement entre 1500 et 2000, et jusqu'à 2300 m en République dominicaine. Les adultes n'hésitent pas à parcourir quotidiennement de grandes distances entre la zone de nidification et les zones de nourrissage.

## Répartition et habitat
Cet oiseau niche dans certains points de la mer des Caraïbes (Cuba, Haïti, République dominicaine). En dehors de la saison de reproduction, il se disperse dans l'Atlantique est (Nord-est du Brésil, côte centre-est des États-Unis), sans dépasser la bordure ouest du Gulf Stream.
La principale population nicheuse se trouve sur les falaises du Massif de la Selle, en république d'Haïti, à une vingtaine de kilomètres de la capitale, Port-au-Prince. Bien que située dans les limites du Parc National La Visite, ces colonies sont menacées par la dégradation rapide des écosystèmes de la zone.

## Taxinomie
D'après le Congrès ornithologique international (COI), c'est une espèce monotypique. Suivant les travaux de Burke (2004) Pterodroma caribbaea (Carte, 1866), endémique de la Jamaïque, a été séparée de cette espèce et est donc considérée aujourd'hui comme une espèce à part entière par le COI.

### Photos
- Galerie de photos Flickr sur Avibase